# Инверзија у односу на круг
Инверзија у односу на круг представља трансформацију која чува углове и слика уопштени круг у уопштени круг. Под уопштеним кругом подразумевамо круг или праву (круг чији је пречник бесконачан). Многи проблеми у геометрији су упрошћени увођењем појма уопштеног круга. Појам инверзије може бити примењен и на бесконачнодимензионе просторе.
Нека је {\displaystyle \kappa (O,r)} произвољан круг равни {\displaystyle E^{2}}, затим нека је {\displaystyle E_{*}^{2}=E^{2}\backslash {\big \{}O{\big \}}} исти тај круг без тачке {\displaystyle O}. Инверзијом у односу на круг називамо трансформацију 

{\displaystyle \psi _{\kappa }:E_{*}^{2}\longrightarrow E_{*}^{2}}

која сваку тачку {\displaystyle P\in E_{*}^{2}} преводи у тачку {\displaystyle P'\in E_{*}^{2}} такву да је

{\displaystyle {\overrightarrow {OP}}\cdot {\overrightarrow {OP'}}=r^{2}.}

Тачка {\displaystyle O} је центар круга {\displaystyle \kappa }, односно средиште инверзије, дуж {\displaystyle r} је полупречник, а круг {\displaystyle \kappa } називамо кругом инверзије {\displaystyle \psi _{\kappa }}.
Како се тачка {\displaystyle P} приближава центру круга {\displaystyle O}, њен инверз у односу на круг, односно тачка {\displaystyle P'}, тежи бесконачности. Слика тачке {\displaystyle O} није дефинисана, нити се нека тачка слика у тачку {\displaystyle O}.
Тачке на кружници се сликају у саме себе. Тачке унутар круга сликају се у тачке изван круга, и обрнуто. 
Инверзија у односу на круг је бијективна трансформација.

## Конструкција лењиром и шестаром

### За тачку изван круга
Конструкција слике {\displaystyle P'} тачке {\displaystyle P} при инверзији у односу на круг {\displaystyle \kappa _{1}}:
- Конструсати дуж {\displaystyle OP}, где је {\displaystyle O} центар круга {\displaystyle \kappa _{1}}.
- Конструисати круг {\displaystyle \kappa _{2}} над пречником {\displaystyle OP}.
- Нека су {\displaystyle N} и {\displaystyle N'} пресечне тачке кругова {\displaystyle \kappa _{1}} и {\displaystyle \kappa _{2}}.
- Тачка {\displaystyle P'} ће бити пресек дужи {\displaystyle OP} и {\displaystyle NN'}.

### За тачку унутар круга
Конструкција инверза {\displaystyle P} тачке {\displaystyle P'} унутар круга инверзије {\displaystyle \kappa }:
- Конструисати праву {\displaystyle r} која садржи тачке {\displaystyle O} (центар круга {\displaystyle \kappa }) и {\displaystyle P'}.
- Конструсати нормалу {\displaystyle s} из тачке {\displaystyle P'} на праву {\displaystyle r}.
- Нека је {\displaystyle N} једна од тачака пресека круга {\displaystyle \kappa } и праве {\displaystyle s}.
- Конструисати праву {\displaystyle t} која садржи тачку {\displaystyle N} и нормална је на праву {\displaystyle ON}.
- Тачка {\displaystyle P} ће бити пресек правих {\displaystyle r} и {\displaystyle t}.

### Конструкција инверза круга
- Ако круг {\displaystyle \ell } не сече круг инверзије {\displaystyle \kappa }:

1. Конструисати праву тако да садржи центре кругова {\displaystyle \ell } и {\displaystyle \kappa }.
2. Нека су {\displaystyle A} и {\displaystyle B} пресечне тачке те праве и круга {\displaystyle \ell }.
3. Конструисати тачке {\displaystyle A'} и {\displaystyle B'}, слике тачака {\displaystyle A} и {\displaystyle B} при инверзији у односу на круг {\displaystyle \kappa }.
4. Конструисати круг {\displaystyle \ell '} над пречником {\displaystyle A'B'}. Тај круг је слика круга {\displaystyle \ell } при инверзији у односу на круг {\displaystyle \kappa }.

- Ако круг {\displaystyle \ell } сече круг инверзије {\displaystyle \kappa }:

1. Нека су пресечне тачке кругова {\displaystyle \ell } и {\displaystyle \kappa } тачке {\displaystyle N} и {\displaystyle N'}.
2. Конструисати праву тако да садржи центре кругова {\displaystyle \ell } и {\displaystyle \kappa }. Нека је једна од пресечних тачака те праве и круга {\displaystyle \ell } тачка {\displaystyle A}.
3. Конструисати тачку {\displaystyle A'}, слику тачке {\displaystyle A} при инверзији у односу на круг {\displaystyle \kappa }.
4. Круг {\displaystyle \ell '}, слика круга {\displaystyle \ell } при инверзији у односу на круг {\displaystyle \kappa }, је круг описан око троугла {\displaystyle \triangle NN'A'}.

- 1. Конструкција слике круга {\displaystyle \ell }, при инверзији у односу на круг {\displaystyle \kappa }, ако се кругови {\displaystyle \ell } и {\displaystyle \kappa } не секу.
- 2. Конструкција слике круга {\displaystyle \ell }, при инверзији у односу на круг {\displaystyle \kappa }, ако се кругови {\displaystyle \ell } и {\displaystyle \kappa } секу.

## Основне особине
- Инверзија у односу на круг је инволутивна трансформација.[2] Ако је слика тачке {\displaystyle P} при инверзији у односу на круг {\displaystyle \kappa } тачка {\displaystyle P'}, то значи да ће слика тачке {\displaystyle P'} при инверзији у односу на круг {\displaystyle \kappa } бити тачка {\displaystyle P}.
- Нека тачка {\displaystyle X} је инваријантна при инверзији {\displaystyle \psi _{\kappa }:E_{*}^{2}\longrightarrow E_{*}^{2}} ако и само ако {\displaystyle X\in \kappa }.[2] Дакле, све тачке које припадају кружници {\displaystyle \kappa }, ће се сликати у саме себе.
- При инверзији {\displaystyle \psi _{\kappa }:E_{*}^{2}\longrightarrow E_{*}^{2}} тачки {\displaystyle X} која се налази унутар круга {\displaystyle \kappa } одговара тачка {\displaystyle X'} која се налази изван круга {\displaystyle \kappa }, и обрнуто.[2]
- Композиција двеју инверзија {\displaystyle \psi _{\kappa _{1}}} и {\displaystyle \psi _{\kappa _{2}}} које су дефинисане у односу на концентричне кругове {\displaystyle \kappa _{1}(O,r_{1})} и {\displaystyle \kappa _{2}(O,r_{2})} је хомотетија {\displaystyle {\mathcal {H}}_{O,r_{2}^{2}:r_{1}^{2}}}.[2]
- Слика круга {\displaystyle \ell } који садржи тачку {\displaystyle O}, при инверзији у односу на круг {\displaystyle \kappa }, је права {\displaystyle l'} која не садржи {\displaystyle O}. Права {\displaystyle l'} је паралелна тангенти круга {\displaystyle \ell } у тачки {\displaystyle O}.
- Слика круга {\displaystyle \ell } који не садржи тачку {\displaystyle O} је круг {\displaystyle \ell '} који такође не садржи {\displaystyle O}. Ако круг {\displaystyle \ell } сече круг {\displaystyle \kappa }, тачке пресека ће припадати и кругу {\displaystyle \ell '} (јер су тачке на кружници инваријанте).[3][4]
- Слика праве {\displaystyle l} која садржи тачку {\displaystyle O} је иста та права, без тачке {\displaystyle O}.
- Слика праве {\displaystyle l} која не садржи тачку {\displaystyle O} је круг {\displaystyle \ell '} који не садржи тачку {\displaystyle O}.[2]

- Слика круга {\displaystyle \ell } који садржи тачку {\displaystyle O}, центар круга {\displaystyle \kappa }, при инверзији у односу на круг {\displaystyle \kappa }, је права {\displaystyle l'} која не садржи {\displaystyle O}.
- Слика круга {\displaystyle \ell } који не садржи тачку {\displaystyle O}, центар круга {\displaystyle \kappa }, при инверзији у односу на круг {\displaystyle \kappa }, је круг {\displaystyle \ell '} која не садржи {\displaystyle O}.
- Концентрични кругови се при инверзији у односу на круг не сликају у концентричне кругове.

### Остале особине:

#### Ортогонални кругови при инверзији у односу на кругκ{\displaystyle \kappa }
Два круга су ортогонална ако и само ако су им тангенте у пресечним тачкама ортогоналне.
- Инверзија у односу на круг {\displaystyle \kappa } пресликава неки круг {\displaystyle \ell } у њега самог ако и само ако се кругови {\displaystyle \kappa } и {\displaystyle \ell } поклапају или су ортогонални.
- Тачке пресека два круга {\displaystyle \kappa _{1}} и {\displaystyle \kappa _{2}} који су ортогонални на круг {\displaystyle \kappa } су међусобно инверзне у односу на круг {\displaystyle \kappa }.

#### Углови при инверзији у односу на кругκ{\displaystyle \kappa }
- Инверзија у односу на круг не мења углове, али мења оријентацију углова.[5]
- За неки троугао {\displaystyle \triangle OAB}, где је {\displaystyle O} центар круга {\displaystyle \kappa } и где су тачке {\displaystyle A'} и {\displaystyle B'} слике тачака {\displaystyle A} и {\displaystyle B} при инверзији у односу на круг {\displaystyle \kappa } важи:

{\displaystyle \angle OAB=\angle OB'A';\quad \angle OBA=\angle OA'B'.}
- Угао под којем се секу две линије {\displaystyle p} и {\displaystyle q} у пресечној тачки {\displaystyle S}, једнак је углу под којем се секу слике линија {\displaystyle p} и {\displaystyle q} при инверзији у односу на круг {\displaystyle \kappa }, линије {\displaystyle p'} и {\displaystyle q'}, у одговарајућој тачки {\displaystyle S'}.[6]

## Примена
Било која два круга која се не секу, могу се инверзијом пресликати у концентричне кругове. Инверзно растојање представља природни логаритам односа пречника та два концентрична круга.

## Инверзија у тродимензионом простору
У тродимензионом простору, могуће је уопштити инверзију у односу на круг до инверзије у односу на сферу. Слика тачке {\displaystyle P} при инверзији у односу на сферу са средиштем у тачки {\displaystyle O} и пречником {\displaystyle R} је тачка {\displaystyle P'} таква да: {\displaystyle {\overrightarrow {OP}}\times {\overrightarrow {OP^{\prime }}}=R^{2}}. 
Тачке {\displaystyle P} и {\displaystyle P'} су на истој полуправој, са почетком у тачки {\displaystyle O}.
При оваквој инверзији, слика сфере је сфера, осим у случају када сфера коју инвертујемо садржи тачку {\displaystyle O}. Тада је слика сфере раван. 
Даље, свака раван која не садржи тачку {\displaystyle O} се слика у сферу, док се раван која садржи тачку {\displaystyle O} слика у исту ту раван, али која не садржи у тачку {\displaystyle O}.

Стереографска пројекција је посебан подслучај инверзије у односу на сферу која слика сферу на раван.